# Aeolosaurus rionegrinus
Aeolosaurus rionegrinus ("Aiolos ödla från Rio Negro") är en art av dinosaurier som tillhör släktet Aeolosaurus, en titanosaurie från senare delen av krita perioden i det som idag är Sydamerika. Likt de flesta sauropoder torde den ha varit en fyrbent herbivor med lång hals och svans. Resterna av denna dinosaurie är ofullständiga, så man kan enbart gissa sig till dess storlek. Aeolosaurus var troligen minst 14 meter lång.

## Etymologi
Denna dinosaurie är döpt efter figuren Aiolos i Grekisk mytologi. Aiolos var vindarnas gud i Homeros Odysséen. Aeolosaurus fick detta namn på grund av de allmänna vindarna som blåser över Patagonien, där kvarlevorna hittades. Släktnamnet innehåller även det grekiska ordet σαυρος/sauros, vilket betyder 'ödla', det traditionella suffixet som ofta används i dinosaurienamn. Släktet innehåller en art, och artnamnet, A. rionegrinus, syftar på platsen där den hittades, i Provinsen Río Negro i Argentina. Både släktet och arten namngavs och beskrevs av den argentinske paleontologen Jaime Powell år 1987. 
Aeolosaurus rionegrinus holotyp består av en serie av sju svanskotor, delar av frambenen och det högra bakbenet. Den hittades i Angostura Colorada-formationen i Argentina, vilken härstammar från campanianskedet under sen krita, för 83 till 74 miljoner år sedan.
Släktskapet emellan de många titanosaurierna är dunkelt, men Aeolosaurus har experimentellt länkats ihop med några andra arter, baserat på delar av svanskotorna. Dessa arter är Rinconsaurus och Adamantisaurus (Calvo & Riga, 2003; Santucci & Bertini, 2006). Gondwanatitan och Aeolosaurus har båda utskott på svanskotorna som pekar framåt, ett drag som inte har återfunnits hos någon annan av titanosaurierna (Kellner & de Azevedo, 1999).

## Tänkbara andra arter
En annan art, beskriven år 1993, består av fem svanskotor och några ben från frambenen och bäckenbenet. Eftersom det finns två högra armbågsben måste arten bestå av två individer. Dessa ben associerades även med två benknappar, eller benpansar, vilket bevisar att denna dinosaurie var armerad. Denna art kommer från Allen-formationen i Río Negro och dateras tillbaka till runt 70 till 68 miljoner år sedan under mitten av maastrichtskedet. Eftersom denna art har drag som karakteriserar släktet Aeolosaurus, även om den kommer från en yngre period, och visar tillräckligt med likheter kände författarna igen den som en möjlig andra art. (Salgado & Coria, 1993).
Ännu ett ofullständigt skelett, bestående av ytterligare fyra svanskotor och material från båda benen på kroppens vänstra sida, beskrevs år 1997. Detta uppdagades i Los Alamitos-formation i Río Negro, vilket kommer från de båda ovannämnda dateringarna. Denna art placerades också under släktet Aeolosaurus (dock inte under arten A. rionegrinus) och kan representera en tredje art (Salgado o. a., 1997). 
Emellertid valde författarna inget formellt namn till någon av dessa två arter, eftersom släktet Aeolosaurus inte är så bra känt. För tillfället är båda helt enkelt kända som "Aeolosaurus sp." Framtida upptäckter kan ge forskarna information om variationer mellan exemplaren och eventuellt bevisa om de båda ovannämnda fynden tillhör A. rionegrinus, eller om de är två nya arter. 
Ytterligare 15 svanskotor tilldelades Aeolosaurus i den ursprungliga beskrivningen, men det blev senare bevisat att raden inte tillhörde släktet, då det saknar flera drag som hittats hos Aeolosaurus (Powell, 1987; Salgado & Coria, 1993).